# Brixia perruchensis
Brixia perruchensis är en insektsart som beskrevs av Synave 1960. Brixia perruchensis ingår i släktet Brixia och familjen kilstritar. Inga underarter finns listade i Catalogue of Life.